# جيجسون مينديز
جيجسون مينديز (مواليد 26 أبريل 1997) هو لاعب كرة قدم إكوادوري يلعب في مركز خط الوسط في نادي أورلاندو سيتي.

## روابط خارجية
- جيجسون مينديز على موقع الدوري الأمريكي (الإنجليزية)
- جيجسون مينديز على موقع قاعدة بيانات كرة القدم.إي يو (الإنجليزية)
- جيجسون مينديز على موقع ليكيب (الفرنسية)
- جيجسون مينديز على موقع ناشيونال فوتبول تيمز (الإنجليزية)
- جيجسون مينديز على موقع Soccerway.com (الإنجليزية)
- جيجسون مينديز على موقع عالم كرة القدم.نت (الإنجليزية)
- جيجسون مينديز على موقع AS.com (الإسبانية)